# Dulebe
Dulebe (Servisch cyrillisch Дулебе) is een plaats in de Servische gemeente Tutin. De plaats telt 56 inwoners (2002).